# Eumenes fenestralis
Eumenes fenestralis är en stekelart som beskrevs av Henri Saussure. Eumenes fenestralis ingår i släktet krukmakargetingar, och familjen Eumenidae. Inga underarter finns listade i Catalogue of Life.